# Fenyőpinty
A fenyőpinty (Fringilla montifringilla) a madarak osztályának verébalakúak (Passeriformes) rendjébe és a pintyfélék (Fringillidae) családjába tartozó faj.

## Rendszerezése
A fajt Carl von Linné svéd természettudós írta le 1758-ban.

## Előfordulása
Európa és Ázsia északi részén Skandináviától, Kamcsatka-félszigeten keresztül Alaszkáig fészkel. Ősszel Észak-Afrikába, Pakisztánba, Kínába, Indiába és az Amerikai Egyesült Államokba vonul. A természetes élőhelye tűlevelű erdőkben, tajgai nyír ligeterdőkben és folyóparti füzesekben található.

### A Kárpát-medencei előfordulása
Magyarországon átvonuló, de rendszeres téli vendég is, szeptembertől áprilisig.

## Megjelenése
Testhossza 14 centiméter, szárnyfesztávolsága 25–26 centiméter, testtömege 17–30 gramm.
|  |  |  |

## Életmódja
Fiókanevelés idején főleg rovarokkal táplálkozik, azon kívül inkább bogyókat és magokat eszik.

## Szaporodása
Fészkét növényi anyagokból fára építi és tollakkal béleli ki. Fészekalja 6-7 tojásból áll, melyen a tojó kotlik, a kikelés után a hím is közreműködik a fiókák táplálásában.
|  |

## Védettsége
Szerepel a Természetvédelmi Világszövetség Vörös Listáján, mint nem veszélyeztetett faj. Magyarországon védettséget élvez, természetvédelmi értéke 25 000 forint.